# Boncelj
Boncelj je redkejši priimek v Sloveniji, ki so ga po podatkih Statističnega urada Republike Slovenije na dan 1. januarja 2010 uporablje 104 osebe in je med vsemi priimki po pogostosti uporabe uvrščen na 4.240. mesto.

## Znani nosilci priimka
- Gregor Boncelj (*1956), elektrotehnik ...
- Josip Boncelj (1884—1971), slovensko-hrvaški strojni inženir, profesor
- Jože Boncelj (1911—1986), teoretik zavarovalniške ekonomije
- Jure Boncelj, arhitekt, oblikovalec 3-D predmetov, igrač...
- Marko Boncelj (1913—1988), hrvaški strojni in tekstilni inženir slovenskega porekla